# Marcel Rasquin
Marcel Rasquin (Caracas, 11 de septiembre de 1977) es un productor, guionista y director venezolano.

## Biografía
Marcel Rasquin estudió comunicación social en la Universidad Católica Andrés Bello, en Caracas. Luego continuó sus estudios de postgrado en el Victorian College of Arts, en Australia. Mientras estudiaba en la universidad tuvo su propio programa de radio y trabajó en publicidad. Sus primeros cortometrajes Easier Rider, Ring y Happy Endings ganaron premios en festivales extranjeros. 
En 2010 estrena su primer largometraje, Hermano, con el que ganó el Premio San Jorge de Oro en el Festival Internacional de Cine de Moscú y fue presentado por Venezuela para representar al país al Premio de la Academia a la Mejor Película Internacional en la 83ª edición de los Premios de la Academia.Esta película fue seleccionada en los festivales de Montreal, Varsovia, Shanghai y Viña del Mar y ganó un premio en el Festival Latino de Los Ángeles. También fue votada en 2016 como la quinta mejor película venezolana de todos los tiempos en una encuesta organizada por la Fundación Cinemateca Nacional.
Marcel Rasquin es pareja de la actriz venezolana Prakriti Maduro.

## Filmografía
- Final feliz (2004, cortometraje)
- Como se mata uno (2008, cortometraje)
- Hermano (2010)
- Así me desconecto (2011, cortometraje)
- Sobre Argenis (2013)